# Tetragnatha minitabunda
Tetragnatha minitabunda är en spindelart som beskrevs av O. Pickard-Cambridge 1872. Tetragnatha minitabunda ingår i släktet sträckkäkspindlar, och familjen käkspindlar.
Artens utbredningsområde är Syrien. Inga underarter finns listade i Catalogue of Life.